# Jean Howard
Jean Howard, nata Ernestine Hill (Longview, 13 ottobre 1910 – Beverly Hills, 20 marzo 2000), è stata un'attrice statunitense.

## Filmografia parziale
- L'idolo delle donne (The Prizefighter and the Lady), regia di W. S. Van Dyke (1933)
- Quando si ama (Break of Hearts), regia di Philip Moeller (1935)
- Claudia, regia di Edmund Goulding (1943)
- B.O.R.N., regia di Ross Hagen (1989)